# The Very Best of (album Stachursky’ego)
The Very Best Of – kompilacja z największymi przebojami Stachursky’ego, podsumowującymi jego dotychczasową karierę. Całość została wydana w kwietniu 2011 roku przez wydawnictwo muzyczne Universal Music Polska. Dwupłytowy album zawiera w sumie 32 utwory, w tym jeden bonus w postaci piosenki „Taki jestem” wykonywanej przez Stachurskiego w duecie z zespołem PeWeX. Do przeboju nakręcono teledysk.

## Lista utworów
Opracowano na podstawie materiału źródłowego.
CD1:
1. „Taki jestem”
2. „Typ niepokorny”
3. „Jedwab”
4. „Żyłem jak chciałem”
5. „Chcesz czy nie”
6. „Jak w niebie”
7. „Z każdym Twym oddechem”
8. „I Love” (& InGrid)
9. „Za każdy dzień, za każdy szept"
10. „Co dziś zrobić mam”
11. „Cholerny czas”
12. „Nikogo nie ma (pomiędzy nami)”
13. „Gdy zapłaczesz”
14. „Zostańmy razem”
15. „Kocham Cię kochanie moje”

CD2:
1. „Czuję i wiem”
2. „Potrzebuję Cię (Wigilia 1988)”
3. „Czekałem na taką jak Ty”
4. „Jak anioł”
5. „Wierzę”
6. „Pozwól mi”
7. „Nie znamy się już”
8. „Cały Twój”
9. „Taki raj”
10. „Zostań i bądź”
11. „Nieodwracalnie”
12. „Ostatni”
13. „This World Is Magic” (& DJ Bobo)
14. „Kowbojskie życie”
15. „Requiem dla samego siebie”
16. „Kocham Cię”
17. „Taki jestem” (& PeWeX) [bonus track]
18. „Kocham Cię”